# Lagarfljót (fiume)
Il Lagarfljót è un fiume islandese, situato nella regione dell'Austurland, vicino alla città di Egilsstaðir, nella provincia di Fljótsdalshérað. Lungo il suo corso dà vita all'omonimo lago, famoso per le leggende del mostro  Lagarfljotsormurinn che pare abiti le sue acque.
Il fiume ha una profondità massima di 122 metri, rendendolo così navigabile. Lungo il corso del fiume Hengifossá, un affluente del Lagarfljót, vi sono alcune cascate, tra cui la più importante è Hengifoss, che è una delle più alte dell'Islanda.
Il fiume va a sfociare nell'Oceano Atlantico nella baia di Héraðsflói.